# RB Leipzig in het seizoen 2017/18
Het seizoen 2017/2018 was het 9e jaar in het bestaan van de Duitse voetbalclub RB Leipzig. De ploeg kwam uit in de Bundesliga en eindigde op een zesde plaats. In het toernooi om de DFB Pokal werd uiteindelijk in de tweede ronde verloren van de latere finalist FC Bayern München. Na het behalen van de tweede plaats in het vorige seizoen nam de clubs voor het eerst deel aan de Europese voetbalcompetities. In de Champions League werd in de groepsfase de derde plaats behaald, dit betekende dat na de winterstop moest worden aangevangen in de knock-out fase van de Europa League. De club haalde de kwartfinales waarin Olympique Marseille over twee wedstrijden met 5–3 te sterk was.

## Wedstrijdstatistieken

### Bundesliga
|       | FC Augsburg | Bayer 04 Leverkusen | FC Bayern München | Borussia Dortmund | Borussia Mönchengladbach | Eintracht Frankfurt | SC Freiburg | Hamburger SV | Hannover 96 | Hertha BSC | TSG 1899 Hoffenheim | 1. FC Köln | 1. FSV Mainz 05 | FC Schalke 04 | VfB Stuttgart | Werder Bremen | VfL Wolfsburg |
| ----- | ----------- | ------------------- | ----------------- | ----------------- | ------------------------ | ------------------- | ----------- | ------------ | ----------- | ---------- | ------------------- | ---------- | --------------- | ------------- | ------------- | ------------- | ------------- |
| Thuis | 2 – 0       | 1 – 4               | 2 – 1             | 1 – 1             | 2 – 2                    | 2 – 1               | 4 – 1       | 1 – 1        | 2 – 1       | 2 – 3      | 2 – 5               | 1 – 2      | 2 – 2           | 3 – 1         | 1 – 0         | 2 – 0         | 4 – 1         |
| Uit   | 1 – 0       | 2 – 2               | 2 – 0             | 2 – 3             | 0 – 1                    | 2 – 1               | 2 – 1       | 0 – 2        | 2 – 3       | 2 – 6      | 4 – 0               | 1 – 2      | 3 – 0           | 2 – 0         | 0 – 0         | 1 – 1         | 1 – 1         |

### DFB Pokal
| 1e ronde                       | Sportfreunde Dorfmerkingen | 0 – 5 (0 – 1)                      | RB Leipzig                                                                                |  |
| Plaats: Aalen Scholz Arena     |                            |                                    | 4', 47' Marcel Sabitzer 56' Timo Werner 59' (pen.) Yussuf Poulsen 45+2' (pen.) Naby Keïta |  |
| 2e ronde                       | RB Leipzig                 | 1 – 1 (0 – 0) 4–5 na strafschoppen | FC Bayern München                                                                         |  |
| Plaats: Leipzig Red Bull Arena | Emil Forsberg 68' (pen.)   |                                    | 73' Thiago Alcántara                                                                      |  |

### UEFA Champions League
| Groepsfase                      | RB Leipzig                                               | 1 – 1 (1 – 1) | AS Monaco                                                           |  |
| Plaats: Leipzig Red Bull Arena  | Emil Forsberg 33'                                        |               | 73' Youri Tielemans                                                 |  |
| Groepsfase                      | Beşiktaş JK                                              | 2 – 0 (2 – 0) | RB Leipzig                                                          |  |
| Plaats: Istanboel Vodafone Park | Ryan Babel 11' Talisca 43'                               |               |                                                                     |  |
| Groepsfase                      | RB Leipzig                                               | 3 – 2 (0 – 0) | FC Porto                                                            |  |
| Plaats: Leipzig Red Bull Arena  | Willi Orban 8' Emil Forsberg 38' Jean-Kévin Augustin 41' |               | 18' Vincent Aboubakar 44' Iván Marcano                              |  |
| Groepsfase                      | FC Porto                                                 | 3 – 1 (0 – 0) | RB Leipzig                                                          |  |
| Plaats: Porto Estádio do Dragão | Héctor Herrera 13' Danilo 61' Maximiliano Pereira 90+3'  |               | 48' Timo Werner                                                     |  |
| Groepsfase                      | AS Monaco                                                | 1 – 4 (1 – 4) | RB Leipzig                                                          |  |
| Plaats: Monaco Stade Louis II   | Radamel Falcao 8'                                        |               | 6' (e.d.) Jemerson 9', 31' (pen.) Timo Werner 45' (pen.) Naby Keïta |  |
| Groepsfase                      | RB Leipzig                                               | 1 – 2 (0 – 0) | Beşiktaş JK                                                         |  |
| Plaats: Leipzig Red Bull Arena  | Naby Keïta 87'                                           |               | 10' (pen.) Álvaro Negredo 90' Talisca                               |  |

### UEFA Europa League
| Laatste 32                                | SSC Napoli                                                                                       | 1 – 3 (0 – 0) | RB Leipzig                              |  |
| Plaats: Napels Stadio San Paolo           | Adam Ounas 52'                                                                                   |               | 61', 90+3' Timo Werner 45' (pen.) Bruma |  |
| Laatste 32                                | RB Leipzig                                                                                       | 0 – 2 (0 – 1) | SSC Napoli                              |  |
| Plaats: Leipzig Red Bull Arena            |                                                                                                  |               | 33' Piotr Zieliński 86' Lorenzo Insigne |  |
| Achtste finale                            | RB Leipzig                                                                                       | 2 – 1 (0 – 0) | FK Zenit Sint-Petersburg                |  |
| Plaats: Leipzig Red Bull Arena            | Bruma 56' Timo Werner 77'                                                                        |               | 86' Domenico Criscito                   |  |
| Achtste finale                            | FK Zenit Sint-Petersburg                                                                         | 1 – 1 (1 – 1) | RB Leipzig                              |  |
| Plaats: Sint-Petersburg Krestovskistadion | Sebastián Driussi 45+2'                                                                          |               | 22' Jean-Kévin Augustin                 |  |
| Kwartfinale                               | RB Leipzig                                                                                       | 1 – 0 (1 – 0) | Olympique Marseille                     |  |
| Plaats: Leipzig Red Bull Arena            | Timo Werner 45+1'                                                                                |               |                                         |  |
| Kwartfinale                               | Olympique Marseille                                                                              | 5 – 2 (3 – 1) | RB Leipzig                              |  |
| Plaats: Marseille Stade Vélodrome         | Stefan Ilsanker 6' (e.d.) Bouna Sarr 9' Florian Thauvin 38' Dimitri Payet 60' Hiroki Sakai 90+4' |               | 2' Bruma 55' Jean-Kévin Augustin        |  |

## Statistieken RB Leipzig 2017/2018

### Eindstand RB Leipzig in de Bundesliga 2017 / 2018
| Stand | Gespeeld | Gewonnen | Gelijk | Verloren | Punten | Doelpunten voor | Doelpunten tegen | Gele kaarten | Rode kaarten |
| ----- | -------- | -------- | ------ | -------- | ------ | --------------- | ---------------- | ------------ | ------------ |
| 6e    | 34       | 15       | 8      | 11       | 53     | 57              | 53               | -            | -            |

### Topscorers
| #      | Naam                | Goal |
| ------ | ------------------- | ---- |
| 1.     | Timo Werner         | 13   |
| 2.     | Jean-Kévin Augustin | 9    |
| 3.     | Naby Keïta          | 6    |
| 4.     | Ademola Lookman     | 5    |
| 5.     | Bruma               | 4    |
| 5.     | Yussuf Poulsen      | 4    |
| 6.     | Willi Orban         | 3    |
| 6.     | Marcel Sabitzer     | 3    |
| 6.     | Dayot Upamecano     | 3    |
| 7.     | Emil Forsberg       | 2    |
| 7.     | Marcel Halstenberg  | 2    |
| 8.     | Bernardo            | 1    |
| 8.     | Kevin Kampl         | 1    |
| 8.     | Lukas Klostermann   | 1    |
| Totaal | Totaal              | 66   |

| #      | Naam            | Goal |
| ------ | --------------- | ---- |
| 1.     | Marcel Sabitzer | 2    |
| 2.     | Emil Forsberg   | 1    |
| 2.     | Naby Keïta      | 1    |
| 2.     | Yussuf Poulsen  | 1    |
| 2.     | Timo Werner     | 1    |
| Totaal | Totaal          | 6    |

| #                | Naam                 | Goal |
| ---------------- | -------------------- | ---- |
| 1.               | Timo Werner          | 3    |
| 2.               | Emil Forsberg        | 2    |
| 2.               | Naby Keïta           | 2    |
| 3.               | Jean-Kévin Augustin  | 1    |
| 3.               | Willi Orban          | 1    |
| Eigen doelpunten |                      |      |
| 1.               | Jemerson (AS Monaco) | 1    |
| Totaal           | Totaal               | 10   |

| #      | Naam                | Goal |
| ------ | ------------------- | ---- |
| 1.     | Timo Werner         | 4    |
| 2.     | Bruma               | 3    |
| 3.     | Jean-Kévin Augustin | 2    |
| Totaal | Totaal              | 9    |

### Kaarten
| #      | Naam                |    |
| ------ | ------------------- | -- |
| 1.     | Naby Keïta          | 8  |
| 2.     | Willi Orban         | 5  |
| 3.     | Diego Demme         | 4  |
| 3.     | Marcel Sabitzer     | 4  |
| 4.     | Marcel Halstenberg  | 3  |
| 4.     | Stefan Ilsanker     | 3  |
| 4.     | Kevin Kampl         | 3  |
| 4.     | Dayot Upamecano     | 3  |
| 5.     | Bernardo            | 2  |
| 5.     | Lukas Klostermann   | 2  |
| 5.     | Konrad Laimer       | 2  |
| 6.     | Jean-Kévin Augustin | 4  |
| 6.     | Péter Gulácsi       | 4  |
| 6.     | Ibrahima Konaté     | 4  |
| 6.     | Ademola Lookman     | 4  |
| 6.     | Yussuf Poulsen      | 4  |
| 6.     | Timo Werner         | 4  |
| Totaal | Totaal              | 49 |

| #      | Naam            |   |
| ------ | --------------- | - |
| 1.     | Stefan Ilsanker | 1 |
| 1.     | Naby Keïta      | 1 |
| 1.     | Dayot Upamecano | 1 |
| Totaal | Totaal          | 3 |

| #      | Naam          |   |
| ------ | ------------- | - |
| 1.     | Emil Forsberg | 1 |
| 1.     | Naby Keïta    | 1 |
| 1.     | Willi Orban   | 1 |
| Totaal | Totaal        | 3 |